# انتخابات مجلس ایران (تابستان ۱۳۳۹)
انتخابات پارلمانی مجلس بیستم ایران بین ۳۰ تیر و ۲۰ مرداد ماه سال ۱۳۳۹ برگزار شد.
شاه به منظور آزاد و مردمی نشان دادن انتخابات به نامزدهای محبوب جبهه ملی ایران اجازه رقابت در انتخابات را داد گرچه آنها موفق به کسب هیچ کرسی نشدند.با اعلام نتیجه این انتخابات که خبر از پیروزی عظیم برای نخست وزیر اقبال و حزب ملّیون می‌داد. در انتخابات تقلب گسترده و ناشیانه ای روی داده بود، تقلب انتخاباتی باعث ایجاد فشار بر شاه، هجوم مطبوعات و ناراحتی و کینه افکار عمومی گشت.
در کنار مخالفت اپوزیسیون شبه-اپوزیسیون مانند حزب مردم و تعدادی از مستقل‌ها به رهبری علی امینی، نتایج انتخابات را محکوم کردند. در پی این رویدادها شاه انتخابات را باطل اعلام کرد و انتخابات جدید برگزار شد.